# Sztratopauza
A sztratoszférát az 50-55 km magasságban lévő sztratopauza választja el a következő rétegtől. Ez a sztratoszféra legfelső rétege. Átmeneti réteg a sztratoszféra és a mezoszféra között. A légköri nyomás körülbelül ezredrésze a tengerszint feletti nyomásnak, 1 hPa körüli, a légkör össztömegének mindössze 0,1%-a található felette. Az ózonrétegen belül helyezkedik el, amely elnyeli a 300 nm-nél kisebb hullámhosszúságú, minden élőlény számára halálos ultraibolya sugárzást. 
A sztratopauza hőmérséklete átlagosan 0 °C körüli. A sztratopauza rétegnél ismét csökkenni kezd a levegő hőmérséklete egészen a 80 km magasságban lévő mezopauzáig, a légkör leghidegebb részéig, ahol ‒80 °C az átlaghőmérséklet.